# Habronattus ammophilus
Habronattus ammophilus là một loài nhện trong họ Salticidae.
Loài này thuộc chi Habronattus. Habronattus ammophilus được Ralph Vary Chamberlin miêu tả năm 1924.